# Désiré Dondeyne
Désiré Louis Corneille Dondeyne (* 20. Juli 1921 in Laon; † 12. Februar 2015) war ein  französischer Komponist und Dirigent.

## Biografie
Sein Musikstudium absolvierte er am Nationalen Konservatorium in Lille und am Conservatoire National Supérieur in Paris, im Bereich Klarinette, Kammermusik, Harmonielehre, Fuge, Kontrapunkt und Komposition unter anderem bei Tony Aubin. Von 1939 bis 1953 war er (Solo-)Klarinettist bei der Musique de l’air. Die La Musique des Gardiens de la Paix in Paris berief ihn 1954 zum Chefdirigenten. Mit diesem Orchester brachte er authentische und richtungweisende Werke für Blasorchester von Darius Milhaud, Kurt Weill, Marcel François Paul Landowski (1915–1999), Jacques Castérède, Jacques Ibert, Louis Durey (1888–1979), Florent Schmitt, Gabriel Fauré, Charles Koechlin, Germaine Tailleferre zur Uraufführung und spielte sie auf Tonträgern ein. Weiter holte er eine ganze Reihe von Kompositionen aus der Vergessenheit und brachte sie zur Aufführung.
Er war ferner Berater des französischen Kultusministeriums. Am Konservatorium in Paris war er Jurymitglied für Komposition und Holzbläser. Für die Verbreitung von authentischer Literatur für Blasorchester hat er sich über Frankreich hinaus Verdienste erworben.

## Werke

### Werke für Orchester
- Symphonie des Souvenirs

### Werke für Blasorchester
- 1964 -- Ouverure pour un festival
- 1964 -- Symphonia sacra
- 1968 -- Ballade pour une fête populaire
- 1968 -- Deux Danses
- 1978 -- Nuances Pour Orchestre d’Harmonie – Divertissement sur un Thème de Fugue
- 1984 -- Petit symphonie landaise
- 1987 -- Trois Pièces caracteristiques
- 1992 -- In memoriam Igor Stravinsky
- 1992 -- Coup de vents
- 1994 -- Symphonie des souvenirs
- 1996 -- Caractères
- 2004 -- Sevillana
- Cinq interludes en forme de danse
- Classic suite Fantaisie en 6 numéros pour orchestre d’harmonie
- Concertino pour accordeon solo et orchestre d’harmonie
- Concerto grosso pour euphonium ou baryton, percussions et harmonie de chambre
- Concerto lyrique pour alto-saxophone et orchestre d’harmonie
- Divertimento pour tuba et orchestre d’harmonie
- Fanfanera pour orchestre de fanfare
- Fantasie sentimentale
- Fortryssimo
- France en chansons (la) pour chœur et orchestre d’harmonie
- Fugue
- Jeux interdits
- Jubile et Marche
- Le Petit Quinquin
- Litanies pour un samedi saint
- Marche du fête
- Menuet
- Ouverture Ballet
- Ouverture fédérale
- Ouverture circonstancielle
- Pour un Siecle Nouveau...
- Sérénade
- Suite parodique
- Symphonie No. 4
- Symphonie «Fidélité»
- Symphonie des saisons
- Toccafuga – loca – Toccata
- Toccarina
- Variations sur la berceuse «Le Petit Quinquin»
- Variations sur un thème montagnard

### Kammermusik
- 3 Esquisses pour 2 cors, 3 trompettes, 3 trombones et tuba
- 3 Pièces N°2 des 9 Grands Duos pour 2 clarinettes
- 12 Déchiffrages für verschiedene Gruppen von Instrumenten
- Cantabile et Caprice pour trombone et piano
- Cérès pour saxophone et piano
- Choral et Variations sur le Nom de Tony Aubin pour quatuor de clarinettes
- Concertino pour clarinette et piano
- Concerto lyrique pour saxophone et piano
- Double-Fugue pour quatuor de clarinettes
- Double Fugue N°3 des 9 Grands Duos pour 2 clarinettes
- Io pour flûte ou hautbois et piano
- Jupiter pour trompette et piano
- Légende N°9 des 9 Grands Duos pour 2 clarinettes
- Lune pour trompette et piano
- Mars pour trompette et piano
- Mercure pour saxophone et piano
- Musique pour Cuivres pour 2 trompettes, tor, trombone, tuba
- Neptune pour clarinette et piano
- Ouverture N°1 des 9 Grands Duos pour 2 clarinettes
- Pallas pour cor et piano
- Pastorale N°4 des 9 Grands Duos pour 2 clarinettes
- Petite Musique de Cuivres No. 1 pour 2 trompettes, cor, trombone, tuba
- Petite Musique de Cuivres No. 2 pour 2 trompettes, cor, trombone, tuba
- Petite Suite Pastorale pour 4 clarinettes en sib et clarinette basse
- Pluton pour saxophone et piano
- Pour Se Distraire pour 4 bassons
- Pour Se Divertir pour 3 bassons
- Prélude pour basson ou violoncelle et piano
- Préludes N°7 des 9 Grands Duos pour 2 clarinettes
- Presto pour 4 clarinettes
- Ritournelle pour clarinette et piano
- Romance pour clarinette et piano
- Saturn pour saxophone et piano
- Soleil pour clarinette et piano
- Sonatina pour clarinette et piano
- Sonatine In C pour saxhorn basse (tuba) et piano
- Style Fugue N°6 des 9 Grands Duos pour 2 clarinettes
- Suite d’Airs Populaires pour hautbois, clarinette et basson
- Suite Tocellane pour clarinette et piano
- Symphonie des Clarinettes pour 6 clarinettes
- Terre pour trombone et piano
- Triptyque pour clarinette et piano
- Tryptique pour harpe solo et sextuor (flûte, hautbois, clarinette, cor, basson, contrabasse)
- Trois vocalises pour hautbois et piano
- Tubissimo pour saxhorn basse en sib ou euphonium ou ophicléide en sib et piano
- Uranus pour trombone et piano
- Variations N°8 des 9 Grands Duos pour 2 clarinettes
- Véga pour trombone et piano
- Vénus pour clarinette et piano
- Vesta pour clarinette et piano
- Voyages Imaginaires pour saxophone et piano, ou 2 violons et harpe, ou piano et violoncelle

### Werke für Akkordeon
- Suite Brève für Akkordeon solo

### Pädagogische Werke
- La Pédagogie des Ensembles de Clarinettes
  1. Volume 1: Pour les débutants pour 4 clarinettes
  2. Volume 2: Choral pour 6 clarinettes
  3. Volume 3: Gavotte pour 4 clarinettes
  4. Volume 4: Prélude inaltéré pour 5 clarinettes
  5. Volume 5: Comme une barcarolle pour 4 clarinettes
  6. Volume 6: Petite fugue pour 2 clarinettes
  7. Volume 7: Menuet pour 4 clarinettes
  8. Volume 8: Marche promenade pour 6 clarinettes
  9. Volume 9: Rhapsodie pour 5 clarinettes

## Bücher und Schriften
- 1969 -- Nouveau traité d’orchestration à l’usage des orchestre d’harmonie, fanfare et musique militair